# Fannia lustrator
Fannia lustrator is een vliegensoort uit de familie van de Fanniidae. De wetenschappelijke naam van de soort is voor het eerst geldig gepubliceerd in 1780 door Harris.